# Georges-Albert Ier d'Erbach-Schönberg
George Albert Ier, comte d'Erbach-Schönberg (16 décembre 1597 – 25 novembre 1647), est un prince allemand membre de la Maison d'Erbach et dirigeant de Schönberg, Seeheim, Reichenberg, Fürstenau et depuis 1643 sur tous les domaines de la famille Erbach.
Né à Erbach, il est le quatrième enfant et deuxième (mais aîné survivant), fils de Georges III d'Erbach et de sa quatrième épouse Marie, fille du comte Albert X de Barby-Mühlingen.

## Biographie
Après la mort de leur père, George Albert Ier et son frère survivant et ses demi-frères divisent les domaines d'Erbach en 1606 : il reçoit les districts de Schönberg et de Seeheim.
En 1617, il est capturé par des pirates et fait prisonnier à Tunis, mais peu de temps après, il est racheté.
En 1623, après la mort de son demi-frère aîné, Frédéric Magnus, sans descendance, les autres frères divisent ses domaines : Georges Albert reçoit le district de Reichenberg.
En 1627, avec la mort de l'autre demi-frère, Jean-Casimir, célibataire et sans descendance, George Albert reçoit Fürstenau. Enfin, la mort de son dernier demi-frère Louis, en 1643 sans fils, permet à George Albert de réunir tous les biens de la famille.
George Albert Ier est mort à Erbach âgé de 49 ans et est enterré à Michelstadt.

## Les mariages et la descendance
À Erbach le 29 mai 1624, George Albert épouse  Madeleine (13 novembre 1595 – 31 juillet 1633), fille de Jean VI de Nassau-Dillenbourg et de sa troisième femme Jeannette de Sayn-Wittgenstein. Ils ont six enfants :
- Ernest Louis Albert (6 octobre 1626 – 10 mai 1627) ;
- Louise Albertine (5 octobre 1628 – 20 octobre 1645) ;
- Georges-Ernest d'Erbach-Wildenstein (7 octobre 1629 – 25 août 1669) ;
- Marie-Charlotte (24 mars 1631 – 8 juin 1693), mariée le 15 juin 1650 à Jean-Ernest de Isenburg-Büdingen à Wächtersbach ;
- Anne Philippine (15 juillet 1632 – 16 mars 1633) ;
- un fils mort-né (31 juillet 1633).

Le 23 février 1634, George Albert se remarie avec Anne-Dorothée (1612 – 23 juin 1634), fille d'Albert, Schenk de Limpurg-Gaildorf et sa femme Emilie de Rogendorf. Ils n'ont pas d'enfants.
À Francfort-sur-le-Main le 26 juillet 1635, George Albert se remarie une troisième fois avec Élisabeth-Dorothée de Hohenlohe-Waldenbourg-Schillingsfürst (27 août 1617 – 12 novembre 1655), fille de Georges Frédéric II, comte de Hohenlohe-Waldenbourg-Schillingsfürst et son épouse Dorothée-Sophie de Solms-Hohensolms. Ils ont neuf enfants :
- Georges-Frédéric d'Erbach-Breuberg (6 octobre 1636 – 23 avril 1653) ;
- Guillaume-Louis (né et mort le 7 décembre 1637) ;
- Sophie-Elisabeth (13 mai 1640 – 18 juin 1641) ;
- Julienne-Christine-Elisabeth (10 septembre 1641 – 26 novembre 1692), mariée le 12 décembre 1660 à Salentin Ernest de Manderscheid à Blankenheim ;
- Georges-Louis d'Erbach-Erbach (8 mai 1643 – 30 avril 1693) ;
- George Albert (14 mai 1644 – 27 mars 1645) ;
- Mauritia Suzanne (30 mars 1645 – 17 novembre 1645) ;
- Georges IV d'Erbach-Fürstenau (12 mai 1646 – 20 juin 1678) ;
- Georges-Albert II d'Erbach-Fürstenau (à titre posthume 26 février 1648 – 23 mars 1717).